# SC Bahiano
SC Bahiano was een Braziliaanse voetbalclub uit Salvador in de deelstaat Bahia.

## Geschiedenis
De club werd opgericht op 7 september 1903 en was een van de eerste voetbalclubs van de staat. In 1905 nam de club deel aan de eerste editie van het staatskampioenschap, de club verloor alle wedstrijden. Ook de volgende twee seizoenen verloor de club alle wedstrijden. In 1908 werd de club door financiële problemen ontbonden.